# Boşboğaz ile Güllabi
Die osmanische Satirezeitschrift Boşboğaz ile Güllabi wurde zweimal wöchentlich vom 6. August bis zum 14. Dezember 1908 in Istanbul von Hüseyin Rahmi Gürpınar (1864–1944) und Ahmet Rasim (1864–1932) herausgegeben. Insgesamt wurden 36 Ausgaben veröffentlicht.
Die Artikel der Zeitschrift enthielten originelle Witze und Satireelemente. Neben diverse Schriften finden sich zudem Karikaturen über berühmte Persönlichkeiten der Epoche und Scherze über die Zeitschrift Mizan. Karikaturen bezogen sich unter anderem auf die Annexion von Bosnien und Herzegowina. Einige der humoristischen Artikel wurden in Serien veröffentlicht, und die meisten Artikel wurden in einfacher Sprache und einem der Zeit entsprechenden Sprachstil verfasst. Zudem enthielt Boşboğaz ile Gülabi Tagesnachrichten und seriöse Artikel, die unter dem Namen „Boşboğazın ciddî makalesi“ („Ernste Boşboğaz Artikel“) erschienen.
Abgesehen von den signierten Artikeln gab es in der Zeitung viele anonym verfasste Beiträge, die sich aufgrund des Schreibstils auf Hüseyin Rahmi Gürpınar zurückführen lassen. Aufgrund seines kritischen Stils übernahm er die Verwaltung der Zeitschrift, die mehrmals von der osmanischen Regierung herausgegeben wurde. Ein weiterer bekannter Schriftsteller neben Hüseyin Rahmi Gürpinar und Ahmed Rasim war Mithat Cemal Kuntay (1885–1956).